# Rivulus
 Rivulus  és un gènere de peixos de la família dels rivúlids i de l'ordre dels ciprinodontiformes.

## Taxonomia
- Rivulus agilae (Hoedeman, 1954)
- Rivulus altivelis (Huber, 1992)
- Rivulus amanapira (Costa, 2004)
- Rivulus amphoreus (Huber, 1979)
- Rivulus apiamici (Costa, 1989)
- Rivulus atratus (Garman, 1895)
- Rivulus auratus (Schreitmüller, 1928)
- Rivulus bahianus (Huber, 1990)
- Rivulus beniensis (Myers, 1927)
- Rivulus birkhahni (Berkenkamp & Etzel, 1992)
- Rivulus boehlkei (Huber & Fels, 1985)
- Rivulus bororo (Costa, 2007)
- Rivulus breviceps (Eigenmann, 1909)
- Rivulus brunneus (Meek & Hildebrand, 1913)
- Rivulus caurae (Radda, 2004)
- Rivulus christinae (Huber, 1992)
- Rivulus chucunaque (Breder, 1925)
- Rivulus cladophorus (Huber, 1991)
- Rivulus compressus (Henn, 1916)
- Rivulus corpulentus (Thomerson & Taphorn, 1993)
- Rivulus crixas (Costa, 2007)
- Rivulus cryptocallus (Seegers, 1980)
- Rivulus cyanopterus (Costa, 2005)
- Rivulus cylindraceus (Poey, 1860)
- Rivulus dapazi (Costa, 2005)
- Rivulus decoratus (Costa, 1989)
- Rivulus deltaphilus (Seegers, 1983)
- Rivulus depressus (Costa, 1991)
- Rivulus derhami (Fels & Huber, 1985)
- Rivulus dibaphus (Myers, 1927)
- Rivulus egens (Costa, 2005)
- Rivulus elegans (Steindachner, 1880)
- Rivulus elongatus (Fels & de Rham, 1981)
- Rivulus erberi (Berkenkamp, 1989)
- Rivulus faucireticulatus (Costa, 2007)
- Rivulus frenatus (Eigenmann, 1912)
- Rivulus frommi (Berkenkamp & Etzel, 1993)
- Rivulus fuscolineatus (Bussing, 1980)
- Rivulus gaucheri (Keith, Nandrin & Le Bail, 2006)
- Rivulus geayi (Vaillant, 1899)
- Rivulus glaucus (Bussing, 1980)
- Rivulus gransabanae (Lasso, Taphorn & Thomerson, 1992)
- Rivulus haraldsiolii (Berkenkamp, 1984)
- Rivulus hartii(Boulenger, 1890)
- Rivulus hildebrandi(Myers, 1927)
- Rivulus holmiae (Eigenmann, 1909)
- Rivulus igneus (Huber, 1991)
- Rivulus illuminatus (Costa, 2007)
- Rivulus immaculatus (Thomerson, Nico & Taphorn, 1991)
- Rivulus insulaepinorum (de la Cruz & Dubitsky, 1976)
- Rivulus intermittens (Fels & de Rham, 1981)
- Rivulus iridescens (Fels & de Rham, 1981)
- Rivulus isthmensis (Garman, 1895)
- Rivulus janeiroensis (Costa, 1991)
- Rivulus javahe (Costa, 2007)
- Rivulus jucundus (Huber, 1992)
- Rivulus karaja (Costa, 2007)
- Rivulus kayabi (Costa, 2007)
- Rivulus kayapo (Costa, 2006)
- Rivulus kirovskyi (Costa, 2004)
- Rivulus kuelpmanni (Berkenkamp & Etzel, 1993)
- Rivulus lanceolatus (Eigenmann, 1909)
- Rivulus lazzarotoi (Costa, 2007)
- Rivulus leucurus (Fowler, 1944)
- Rivulus limoncochae (Hoedeman, 1962)
- Rivulus litteratus (Costa, 2005)
- Rivulus luelingi (Seegers, 1984)
- Rivulus lungi (Berkenkamp, 1984)
- Rivulus lyricauda (Thomerson, Berkenkamp & Taphorn, 1991)
- Rivulus magdalenae (Eigenmann & Henn, 1916)
- Rivulus mahdiaensis (Suijker & Collier, 2006)
- Rivulus mazaruni (Myers, 1924)
- Rivulus micropus (Steindachner, 1863)
- Rivulus modestus (Costa, 1991)
- Rivulus monikae (Berkenkamp & Etzel, 1995)
- Rivulus monticola (Staeck & Schindler, 1997)
- Rivulus montium (Hildebrand, 1938)
- Rivulus nicoi (Thomerson & Taphorn, 1992)
- Rivulus nudiventris (Costa & Brasil, 1991)
- Rivulus obscurus (Garman, 1895)
- Rivulus ophiomimus (Huber, 1992)
- Rivulus ornatus (Garman, 1895)
- Rivulus pacificus (Huber, 1992)
- Rivulus paracatuensis (Costa, 2003)
- Rivulus paresi (Costa, 2007)
- Rivulus parnaibensis (Costa, 2003)
- Rivulus peruanus (Regan, 1903)
- Rivulus pictus (Costa, 1989)
- Rivulus pinima (Costa, 1989)
- Rivulus punctatus (Boulenger, 1895)
- Rivulus rectocaudatus (Fels & de Rham, 1981)
- Rivulus roloffi (Roloff, 1938)
- Rivulus romeri (Costa, 2003)
- Rivulus rossoi (Costa, 2005)
- Rivulus rubripunctatus (Bussing, 1980)
- Rivulus rubrolineatus (Fels & de Rham, 1981)
- Rivulus rubromarginatus (Costa, 2007)
- Rivulus rutilicaudus (Costa, 2005)
- Rivulus salmonicaudus (Costa, 2007)
- Rivulus santensis (Köhler, 1906)
- Rivulus sape (Lasso-Acalá, Taphorn, Lasso & León-Mata, 2006)
- Rivulus scalaris (Costa, 2005)
- Rivulus siegfriedi (Bussing, 1980)
- Rivulus simplicis (Costa, 2004)
- Rivulus speciosus (Fels & de Rham, 1981)
- Rivulus stagnatus (Eigenmann, 1909)
- Rivulus strigatus (Regan, 1912)
- Rivulus taeniatus (Fowler, 1945)
- Rivulus tecminae (Thomerson, Nico & Taphorn, 1992)
- Rivulus tenuis (Meek, 1904)
- Rivulus tessellatus (Huber, 1992)
- Rivulus torrenticola (Vermeulen & Isbrücker, 2000)
- Rivulus uakti (Costa, 2004)
- Rivulus uatuman (Costa, 2004)
- Rivulus uroflammeus (Bussing, 1980)
- Rivulus urophthalmus (Günther, 1866)
- Rivulus villwocki (Berkenkamp & Etzel, 1997)
- Rivulus violaceus (Costa, 1991)
- Rivulus vittatus (Costa, 1989)
- Rivulus waimacui (Eigenmann, 1909)
- Rivulus wassmanni (Berkenkamp & Etzel, 1999)
- Rivulus weberi (Huber, 1992)
- Rivulus xanthonotus (Ahl, 1926)
- Rivulus xiphidius (Huber, 1979)
- Rivulus zygonectes (Myers, 1927)[1][2][3][4][5][6]